# باربرا فون جونسون
باربرا فون جونسون (بالألمانية: Barbara von Johnson)‏ هي رسامة توضيحية ألمانية، ولدت في 1942 في ميونخ في ألمانيا.

## وصلات خارجية
- الموقع الرسمي
- باربرا فون جونسون على موقع ميوزك برينز (الإنجليزية)
- باربرا فون جونسون على موقع ديسكوغز (الإنجليزية)